# Hazan
Hazan je kantor u sinagogi, glazbenik uvježban u vokalnoj umjetnosti koji pomaže voditi sinagogu u pjevanim molitvama. Naziva se još i predmolitelj. Prema babilonskom Talmudu, hazan mora biti obrazovan čovjek, skroman, prihvaćen od zajednice, uvježban u pjevanju i lijepa glasa, koji poznaje Svete spise, Mishnu i Talmud. Hazan za razliku od rabina nema mogućnost donošenja sudskih odluka odnosno rješenja pitanja židovskog prava. U svim drugim obrednim stvarima kao i u pitanjima vjerske poduke hazan praktično ima funkciju rabina.

## Vanjske poveznice
Hazan